# 李南京
李南京（ 韓語：이남경，2009年6月5日—），韓國兒童女演員、模特兒；以飾演童年紅天機而備受注目。

## 影視作品

### 電視劇
| 年份   | 電視頻道 | 劇名           | 角色           | 備註  |
| 2020年 | JTBC     | 重回18歲       | 洪詩雅（童年） |       |
| 2021年 | SBS      | 紅天機         | 紅天機（童年） | [ 1 ] |
| 2021年 | JTBC     | 只一人         | 表仁淑（童年） |       |
| 2022年 | KBS      | 由零開始愛上你 | 朴太陽（童年） |       |

### 電影
- 2019《家的故事》- Garam

## 外部連結
- 李南京的Instagram帳戶